# 郑州市第六初级中学
郑州市第六初级中学是位于河南省郑州市的一所初级中学，前身为郑州回民中学初中部，2020年2月，根据分级管理政策，郑州回民中学高中部更名为“郑州市回民高级中学”；初中部更名为“郑州市第六初级中学”，属金水区管理，并成为郑州市首批新优质初中创建校。

## 历史
郑州市第六初级中学的前身为1948年8月创建的私立圣达中学。1953年改成公立学校，命名为“河南省郑州回民初级中学”，同年增设高中部，并更名为“河南省郑州回民中学”。1966年7月，学校被命名为“郑州市第六中学”，1980年9月又恢复为“郑州市回民中学”。2020年2月，郑州回民中学初中部更名为“郑州市第六初级中学”，高中部则更名为“郑州市回民高级中学”。